# 烈火青春 (1998年電影)
《烈火青春》，是一部1998年上映的愛情電影，本片和1982年張國榮主演的電影烈火青春同名，但兩者並沒關係，並由梁漢文、楊千嬅、陳奕迅、趙學而等主演。

## 劇情
本片主要由三條互有交疊的故事線組成，黃志輝（關德輝 飾）為個失業邊緣人，之後認識了小混混松少（朱永棠 飾），志輝被松少慫勇在賣淫集團做馬伕，並吩咐帶領無證少女王菲出去做馬伕生意，志輝為了賺錢及帶領無證少女出去做馬伕生意，他因此而忽略了女友Gigi。一名富家子Jason每一晚都會和從來沒有露出真正面貌的Rainbow通電話傾訴心事，他視Rainbow為夢中情人，不久後Jason認識了大學生Joyce，Joyce得知Jason想知道Rainbow的真正面貌，所以答應Jason會幫他尋找Rainbow。周啟森（阿Sam）是個花店員工，他同時兼職入屋的賊人，在這份兼職他認識了因母親的影響下而成同性戀的Wing，森努力每天送花給Wing，讓其發展愛情。

## 演員表
| 演員   | 角色   | 備註                                                     |
| 梁漢文 | Jason  | 留學回港的富家子，對人生迷惘，沉迷網戀                   |
| 江希文 | Joyce  | 崇尚物質主義的大學女生，與Jason互生情愫                  |
| 陳奕迅 | 周啟森 | 花店員工，入屋賊人                                       |
| 楊千嬅 | Wing   | 富家女，討厭生母及後父，陰差陽錯下與入屋行劫的森成為朋友 |
| 趙學而 | 王菲   | 被逼良為娼的女子                                         |
| 關德輝 | 黃志輝 | 沒出息的邊緣青年，與菲相遇後有所成長                     |
| 朱永棠 | 松少   | 小混混                                                   |
| 何韻詩 | Gigi   |                                                          |
| 鄒兆龍 |        | 黑幫老大（配音：古明華）                                 |

## 製作

### 選角
本片起用多位年青歌手擔任演員，其中包括當時華星唱片旗下合稱「華星三寶」的梁漢文、楊千嬅、陳奕迅，這是三人唯一合演的電影（截至2010年代末）。

## 發行
本片於1998年4月30至5月27日在香港上映共28天，票房為3,756,625港元。

## 電影歌曲
導演兼編劇阮世生認為對青春片來說，歌曲是重要的一環，並特意選用他喜愛的陳百強歌曲。
| 歌名           | 演唱者 | 作曲   | 填詞   | 編曲       | 備註                 |
| 〈流浪〉       | 張國榮 | 林敏怡 | 林敏驄 | 林敏怡     |                      |
| 〈好朋友〉     | 梁漢文 | 伍樂城 | 林夕   | 伍樂城     |                      |
| 〈抱擁這分鐘〉 | 陳奕迅 | 李振權 | 潘源良 | Lorn Leber |                      |
| 〈再見二丁目〉 | 楊千嬅 | 于逸堯 | 林夕   | 谷中仁     |                      |
| 〈愛沒有不對〉 | 梁漢文 | 盧冠廷 | 唐書琛 | 劉祖德     | 片尾曲，原唱：陳百強 |

## 外部連結
- 香港影庫上《烈火青春》的資料（繁體中文）
- 開眼電影網上《烈火青春》的資料（繁體中文）
- 豆瓣电影上《烈火青春》的資料 （简体中文）
- 互联网电影数据库（IMDb）上《烈火青春》的资料（英文）